# Mezholezy u Horšovského Týna
Pour les articles homonymes, voir Mezholezy.
Mezholezy ou Mezholezy u Horšovského Týna (en allemand : Meßhals) est une commune du district de Domažlice, dans la région de Plzeň, en Tchéquie. Sa population s'élevait à 126 habitants en 2017.

## Géographie
Mezholezy se trouve à 12 km au sud-sud-ouest de Kladruby, à 21 km au nord de Domažlice, à 37 km à l'ouest-sud-ouest de Plzeň et à 121 km à l'ouest-sud-ouest de Prague.
La commune est limitée par Prostiboř au nord, par Zhoř au nord-est, par Velký Malahov et Semněvice à l'est, par Mířkov au sud, et par Staré Sedlo à l'ouest.

## Histoire
La première mention écrite de la localité date de 1386.

## Administration
La commune se compose de deux quartiers :
- Buková
- Mezholezy